# Ricardo Bofill

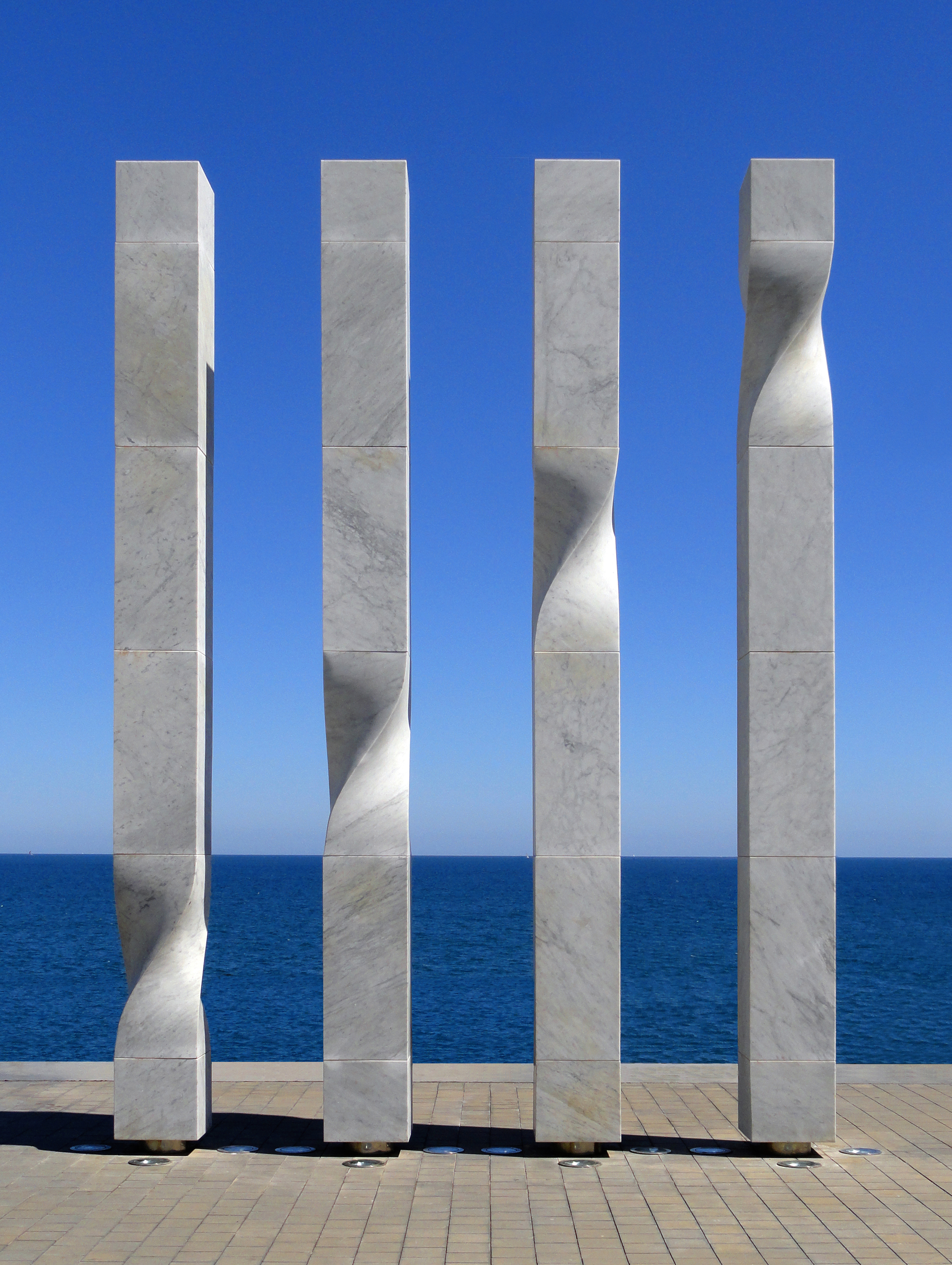
Ricardo Bofills verk Les quatre barres de la senyera catalana, c. 2010, Hotel W Barcelona, Plaça de la Rosa del Vents 1, Barcelona. Verket är en vexillologisk symbol baserad på kungahuset Aragoniens vapensköld.

Ricardo Bofill Leví (katalanska: /riˈkard buˈfiʎ ɫəˈβi/), född 5 december 1939 i Barcelona, död 14 januari 2022 i Barcelona, var en spansk (katalansk) arkitekt.
Bofill är en av representanterna för den postmodernistiska arkitekturen. Under 1970- och 1980-talen var han verksam i Frankrike, och han har även verkat med produktioner i Sverige.

## Kända Bofill-byggnader
- Antigone, i Montpellier, Frankrike
- Bofills båge, vid Medborgarplatsen i Stockholm.